# Shenita Landry
Shenita Landry (* 5. Juni 1987 in Philadelphia) ist eine US-amerikanische Basketballspielerin.

## Werdegang
Die 1,88 Meter große Flügelspielerin stammt aus einer Basketball-Familie. Auch ihre Brüder Carl Landry und Marcus Landry spielen professionell Basketball.
Shenita Landry besuchte die Temple University in Philadelphia. Dort spielte sie bis zur Saison 2008/2009 für die Temple University in der NCAA. Zur Saison 2009 nahm sie ein Angebot des spanischen Zweitligisten Codigalco Carmelitas an und zog nach Ourense. Aufgrund einer Verletzung reiste sie vor Ende der Saison in die USA zurück. Zur Saison 2010/2011 wurde Shenita Landry vom BC Marburg in die 1. Damen-Basketball-Bundesliga verpflichtet. Zur Saison 2012/2013 wechselte sie zum französischen Zweitligisten US Laveyron Drôme und von dort zur Saison 2013/14 nach Provence zum Ligakonkurrenten Pays d’Aix Basket 13.

## Erfolge
- 2009: Wahl zu einer der 10 besten Spielerinnen und einer der 5 besten Defensiv-Spielerinnen in der NCAA.
- 2011: Platz 1 mit dem BC Marburg in der Bundesligasaison 2010/2011.